# Revue Bryologique
Revue Bryologique (abreviado Rev. Bryol.) fue una revista con ilustraciones y descripciones botánicas que fue editada en Caen desde el año 1874 hasta 1931. Fue reemplazada por Revue Bryologique et Lichenologique.

## Publicación
- Vols. 1-58, 1874-1931;
- Vols. 55-58, 1928-1931, también designado como nueva serie vols 1-4